# Maxlůvka
Maxlůvka nebo také Maxlovka je drobná osada v okrese Brno-venkov na jižním okraji katastru obce Velatice, při staré státní silnici z Brna do Vyškova (dnes II/430). Nachází se zhruba uprostřed mezi vrchy Žuráň a Santon, významnými body na severu areálu bojiště bitvy u Slavkova.
Podobně jako na nedaleké Rohlence nebo Pindulce zde původně stál hostinec pro cestující po císařské silnici z Brna do Olomouce.

## Doprava
Maxlůvka leží na odbočce silnice III/0471 do Velatic ze silnice II/430 mezi Brnem a Rousínovem. Přímo u osady se nachází autobusová zastávka linky 701 Brno – Mokrá-Horákov.